# استان اریول
استان اُریول (به روسی: Орло́вская о́бласть) یکی از استان‌های روسیه است. 
مرکز آن شهر اریول است. این استان در جنوب غربی بخش فدرالی مرکزی قرار دارد و در شمال آن استان تولا و استان کالوگا قرار دارند جنوب آن استان کورسک و شرق آن استان لیپتسک است.  این استان ۱۵۰ کیلومتر به طور شمالی جنوبی و ۲۰۰ کیلومتر به طور شرقی-غربی امتداد دارد.
این استان با مساحت ۲۴٬۷۰۰ کیلومتر مربع از کوچکترین استان‌های روسیه به‌شمار می‌آید و جمعیت ان کمتر از یک میلیون و حدود هشتصد و شصت هزار نفر است که حدود ۶۲٪ از آنان در شهر و بقیه در روستا زندگی می‌کند.
مهم‌ترین رودخانه این استان اوکا است که یکی از شاخه‌های رود ولگا است. زمین‌های استان اریول بسیار حاصل‌خیز است و به این خاطر کشاورزی و بخش فرآوری خوراک مهم‌ترین فعالیت‌های اقتصادی را در این استان تشکیل می‌دهند.

نقشه استان اریول به تفکیک شهرستان‌ها